# Comarca de Pedro Gomes
A Comarca de Pedro Gomes é uma comarca brasileira localizada no município de Pedro Gomes, no estado de Mato Grosso do Sul, a 350 quilômetros da capital.

## Generalidades
Sendo uma comarca de primeira entrância, tem uma superfície total de 3651,1 km², o que totaliza 1% da superfície total do estado. A povoação total da comarca é de 7,9 mil habitantes, aproximadamente 3% do total da povoação estadual, e a densidade de povoação é de 2,18 habitantes por km².
A comarca inclui o município de Pedro Gomes. Limita-se com as comarcas de Coxim e Sonora.
Economicamente possui PIB de R$ 127 476 000,00 e PIB per capita de R$ 16 000,48